# Mad at Disney
«Mad at Disney» es una canción de la cantante y compositora estadounidense Salem Ilese. Fue lanzada el 24 de julio de 2020 a través de Homemade Projects. La canción se volvió un éxito viral en la plataforma TikTok.

## Antecedentes
La canción fue escrita en agosto de 2019, durante una sesión de escritura entre la cantante Salem Ilese y los compositores y productores Bendik Møller y Jason Hahs. El título de la canción se inspiró en el desilusionamiento de Hahs después de ver el remake de 2019 de El rey león y al decir Hahs a Ilese: "Estoy realmente enojado con Disney". Ilese después relacionó ese sentimiento con la "falsa visión de las relaciones" que le dio al ver las películas animadas de Disney. La canción fue lanzada el 24 de julio de 2020, y se volvió viral en la plataforma de compartir videos TikTok en septiembre de 2020.

## Video musical
El video musical de «Mad at Disney» se publicó el 15 de octubre de 2020 a través del canal oficial de YouTube de Salem Ilese. Fue dirigido por Clare Gillen.

## Posicionamiento en listas
| Listas                                | Mejor posición |
| ------------------------------------- | -------------- |
| Australia (ARIA)                      | 50             |
| Canadá (Canada Singles Top 100)       | 82             |
| Estados Unidos (Billboard Global 200) | 67             |
| Irlanda (Ireland Singles Top 100)     | 60             |
| Noruega (Norway Singles Top 20)       | 36             |
| Reino Unido (Official Single Charts)  | 60             |